# Herbert Tannenbaum

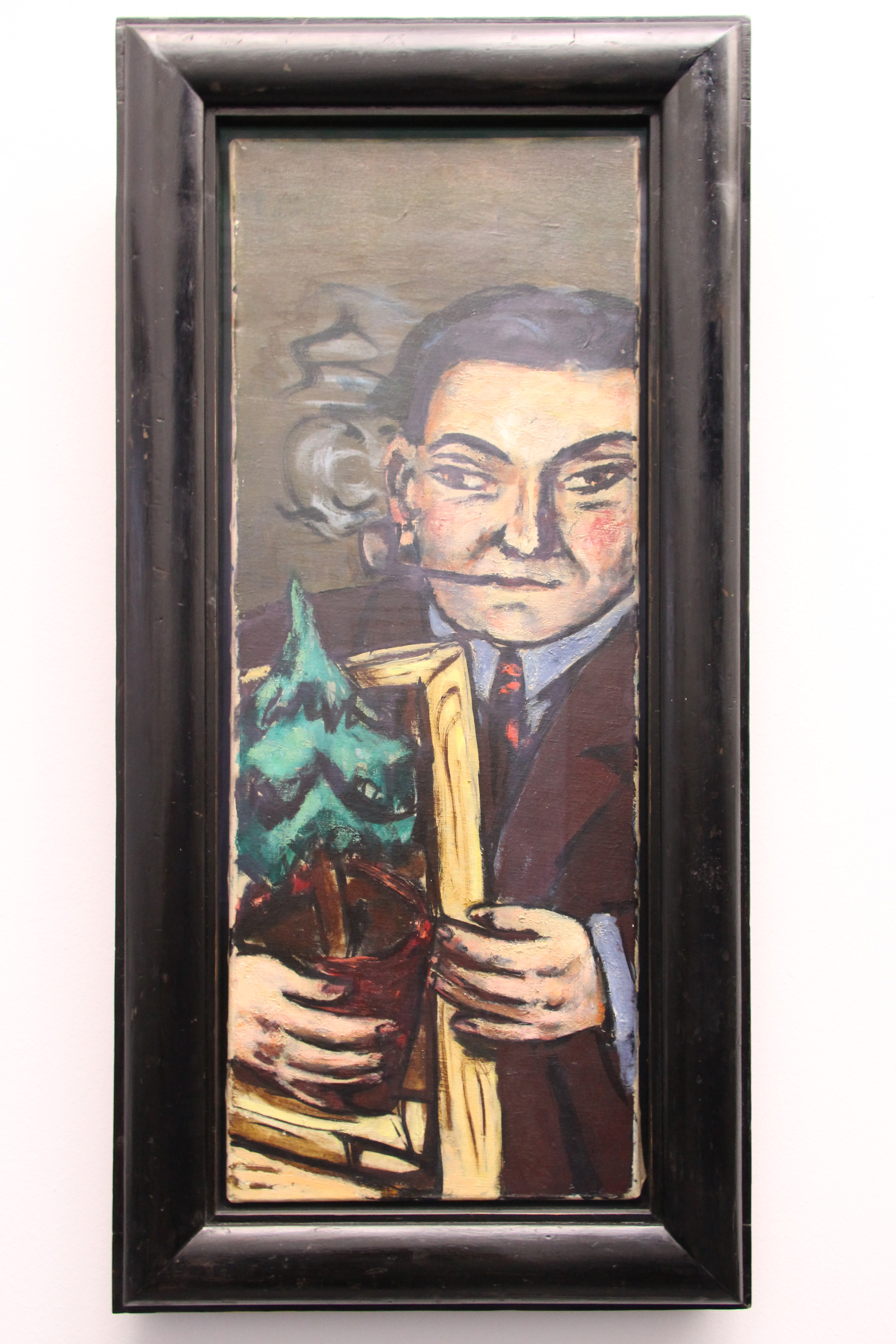
Max Beckmann: Tannenbaum geht nach New York (Tannenbaum is going to America) (1947), Kunsthalle Mannheim

Herbert Tannenbaum (* 7. März 1892 in Mannheim; † 30. September 1958 in Frankfurt am Main) war ein deutsch-amerikanischer Kunstgalerist und Filmtheoretiker.

## Leben
Herbert Tannenbaum war der Sohn des Gedärmehändlers Benni Tannenbaum (1860–1916) und seiner Frau Emma, geb. Levi (1871–1922). Er besuchte das Mannheimer Karl-Friedrich-Gymnasium und zeigte hier schon großes Interesse für Musik, Kunst und Theater. Ab 1910 studierte er Jura in Heidelberg und München. Er interessierte sich sehr für den Film und widmete daher seine Promotion auch dem Thema „Urheberrecht im Film“. Schon während des Studiums verfasste er verschiedene kleinere Aufsätze zu den Themen Kunst, Theater und Film. Neben seinem Studium arbeitete Tannenbaum auch als Volontär an der Mannheimer Kunsthalle und engagierte sich für den 1911 gegründeten Freien Bund zur Einbürgerung der bildenden Kunst in Mannheim.
1914 zog Tannenbaum nach Berlin und nahm eine Stelle bei der Film-Firma Projektions-AG-Union an. Nebenbei studierte er Kunstgeschichte an der Berliner Universität und führte in einer „Detektiv-Burleske“ mit dem Titel Cognac Fünfstern Regie. Im Ersten Weltkrieg war er ab März 1914 an der Westfront in der Champagne eingesetzt. Ihm wurden sowohl das Eiserne Kreuz 2. Klasse als auch das Verwundetenabzeichen in Schwarz verliehen. Im November 1918 nach Mannheim zurückgekehrt engagierte er sich im Mannheimer Arbeiter- und Soldatenrat.
Ab August 1920 führte Tannenbaum die Kunsthandlung Das Kunsthaus in Mannheim, in der er neben Kunstbüchern und -zeitschriften auch originale Kunstwerke anbot. Das Geschäft befand sich ab 1921 im Eckhaus Friedrichsring / Freßgasse (Q7, 17a); die Innenausstattung hatte der Künstler der Wiener Werkstätte, Emanuel Josef Margold, übernommen. Zu den Kunden der Kunsthandlung zählte auch die Mannheimer Kunsthalle, die 1928 beispielsweise Marc Chagalls Gemälde Rabbiner erwarb, das 1937 im Rahmen der Ausstellung „Entartete Kunst“ von den Nationalsozialisten entfernt wurde. In das Jahr 1921 fiel auch Tannenbaums Hochzeit mit Maria Nosbisch (1892–1990), einer Schwägerin des Kunstwissenschaftlers Willy Storck, der seit 1911 in der Mannheimer Kunsthalle gearbeitet hatte und 1920 als neuer Direktor an die Karlsruher Kunsthalle gegangen war.
Nach der sogenannten „Machtergreifung“ der Nationalsozialisten wurde auch Tannenbaum immer stärker drangsaliert, so wurde zum Beispiel am 1. April 1933 auch seine Kunsthandlung boykottiert. Vom 4. April bis zum 5. Juni 1933 fand in der Kunsthalle Mannheim unter der neuen nationalsozialistischen Leitung die kunstpolitische Hetzschau Kulturbolschewistische Bilder statt, in der die Erwerbungen moderner Kunst unter dem 1933 entlassenen Museumsleiter Gustav Hartlaub angegriffen und verspottet wurden, dabei wurde auch Tannenbaum als Jude und als Vermittler moderner Kunst angegriffen. Einen Tag zuvor, am 3. April 1933, hatte die nationalsozialistische Zeitung Hakenkreuzbanner geschrieben: „Beim Durchgehen der Schau wird dem deutschen Menschen erstso recht bewußt, daß es Juden und jüdische Kunsthandlungen (Flechtheim, Cassirer, Tannenbaum) waren, die einem nach solchen Leistungen für die Kunsthalle als ungeeignet zu bezeichnenden Dr. Hartlaub 'Werke' aufschwatzten, die Afterkunst darstellen und die Ästhetik eines gesunden Menschen in Harnisch bringen müssen.“
1936 verkaufte Tannenbaum seine Kunsthandlung an den Dresdner Kunsthändler Rudolf Probst. Er selbst emigrierte 1937 in die Niederlande, wo er sich eine neue Existenz als Kunsthändler aufbauen konnte. In der Leonardostraat 6 in Amsterdam konnte sich Tannenbaum eine kleine Galerie einrichten, die mit der eigenen Wohnung verbunden war. In den Niederlanden hatte Tannenbaum auch Kontakt zu emigrierten deutschen Künstlern wie Heinrich Campendonk und Max Beckmann. Tannenbergs Bemühungen, für seinen Bruder Otto und seine Cousine Paula Straus, eine bekannte Stuttgarter Goldschmiedin, Einreisegenehmigungen in die Niederlande zu erhalten, scheiterten. Beide wurden im Konzentrationslager Auschwitz ermordet. Nach der deutschen Besetzung der Niederlande 1940 war Tannenbaum von ständiger Verfolgung bedroht, einen gewissen Schutz bot lediglich seine von den Nationalsozialisten sogenannte „Mischehe“. Sein Geschäft durfte Tannenbaum unter der deutschen Besatzung nicht mehr ausüben. Während der letzten Kriegsjahre verließ er sein Haus überhaupt nicht mehr und versteckte sich zeitweise in einem Verschlag auf dem Dachboden.
1947 wanderte Tannenbaum mit seiner Familie in die USA aus. Aus diesem Anlass schuf Max Beckmann im selben Jahr das Gemälde Tannenbaum is going to America, das sich seit 2004 in der Kunsthalle Mannheim befindet. In New York konnte Tannenbaum 1949 in der 57. Straße eine neue Galerie und Kunsthandlung eröffnen. Bei einem Besuch in Deutschland ist Tannenbaum im September 1958 plötzlich gestorben. Seine Witwe Maria führte die Galerie noch bis 1968 fort.

## Nachlass
Eine „Sammlung Herbert Tannenbaum“, die Fotografien und Dokumenten aus dem Nachlass enthält, befindet sich im Jüdischen Museum in Berlin.

## Veröffentlichungen
- Kino und Theater. Steinebach, München 1912.
- Kinoprobleme. In: Jahrbuch Mannheimer Kultur, Jg. 1, 1913, S. 138–143.
- Der Krieg und der Kino. In: Bild & Film, Jg. 4, 1914, Heft 4, S. 29–31. (Digitalisat der Bibliothek für Bildungsgeschichtliche Forschung des DIPF).
- Kino, Plakat und Kinoplakat. In: Bild & Film, Jg. 4, 1914, Heft 9, S. 173–180; urn:nbn:de:0111-bbf-spo-2030260.
  - Wieder abgedruckt in: Das Plakat, Jg. 5 (1914), Heft 6, S. 236–246 (arthistoricum.net).
- als Herausgeber: Jüdische Grabstelen fürs Feld, o. O. 1916.
- Das Badische Land im Bild. In:  Deutsche Kunst und Dekoration, Jg. 44, 1919, S. 93–101; urn:nbn:de:bsz:16-diglit-91200.
- Die Zukunft des Mannheimer Nationaltheaters. In: Mannheimer Theater-Jahrbuch, Jg. 1, 1919, S. 129–130.
- als Herausgeber: Hans Thomas graphische Kunst. Arnold. Dresden 1920 (Arnolds graphische Bücher. Folge 1, Graphik; 2).
- Gute Zigarren-Packungen. In: Deutsche Kunst und Dekoration, Jg. 46, 1920, S. 75–82; urn:nbn:de:bsz:16-diglit-72008.
- Kinematographisches Urheberrecht, o. O. [1923], Dissertation, Universität Heidelberg 1920.